# اسکورپیون (مجموعه تلویزیونی)
اسکورپین (به انگلیسی: Scorpion) یک سریال تلویزیونی درام و اکشن می‌باشد که بر اساس زندگی والتر اوبراین ساخته شده‌است. در سریال اوبراین و دوستانش به کمک یکدیگر مشکلات مجتمع جهانی را برای نجات مردم حل می‌کنند. این سریال در 4 فصل و 93 قسمت منتشر شده است. همچنین سال ۲۰۱۸ اعلام شد که مجموعه برای فصل پنجم تمدید نخواهد شد.

## خلاصه داستان
اسکورپین گروهی متشکل از نابغه هاست که به حل مشکلات امنیتی و مسائلی که انسان‌های عادی و دولت نمی‌توانند از پس آن بربیایند، می‌پردازد.
اعضای این تیم والتر اوبراین با ضریب هوشی ۱۹۷ و باهوش‌ترین فرد گروه، سیلوستر داد -ماشین حساب انسانی- که با آمار و ارقام سر و کار دارد، هپی کوئین -نابغه مکانیک- و توبی کورتیس -پزشک و روانشناس رفتارگرا- هستند. همچنین پیج دنین که قبلاً پیشخدمت بوده حالا عضوی از گروه است که دنیا را برای گروه اسکورپین ترجمه می‌کند و آن‌ها نیز استعدادهای ذهنی و رفتارهای پسر نابغه‌اش رالف را برای او ترجمه می‌کنند. عضو دیگر تیم افسر کیب گالو، با دولت در ارتباط است و کارهای دولتی را انجام میدهد.

## بازیگران و شخصیت‌ها

### اصلی
- الیس گابل در نقش والتر اوبراین - رهبر تیم اسکورپین
- کاترین مک‌فی در نقش پیج دنین - مادر مجرد رالف
- رابرت پاتریک در نقش افسر کیب گالو
- ادی کی توماس در نقش توبی - دکتر رفتارگرا
- جیدین وانگ در نقش هپی کوین - یک مهندس مکانیک
- اری استیدهام در نقش سیلوستر داد - یک ریاضیدان و آماردان
- رایلی بی اسمیت در نقش رالف دنین - پسر پیج